# Tradition du chant grégorien auprès des monastères
 (octobre 2021).
 (octobre 2021).
Si le chant grégorien avait été composé, pour la première fois, dans le diocèse de Metz à la fin du VIIIe siècle, ses immenses développement et raffinement furent parachevés auprès des monastères du royaume carolingien durant le siècle suivant, au temps de la Renaissance carolingienne. Dès lors, les abbayes d'Occident demeurent les principaux défenseurs et exécutants de ce chant, premier sommet de la musique occidentale.

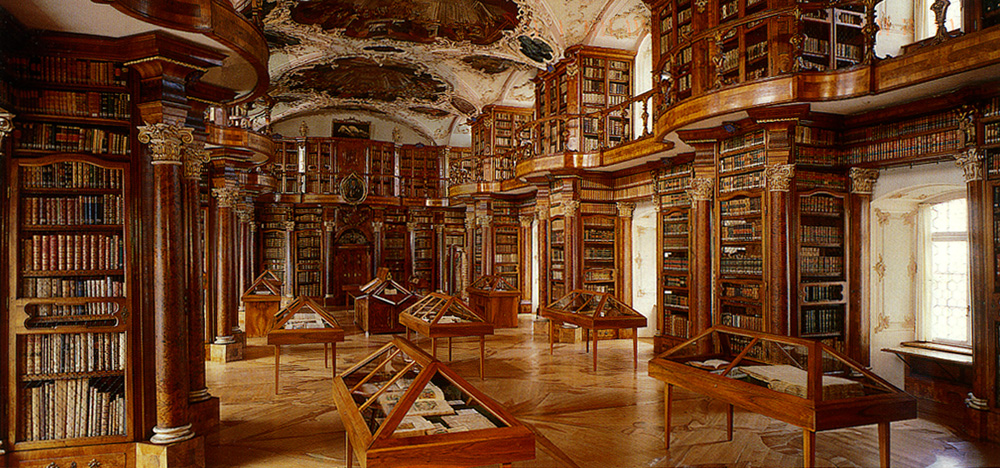
Au sein de l'abbaye de Saint-Gall, la meilleure notation grégorienne naquit. Les meilleurs manuscrits furent copiés tandis que la bibliothèque de l'abbaye de Saint-Gall conserve ces trésors qui demeurent les meilleures sources des publications des éditions critiques.

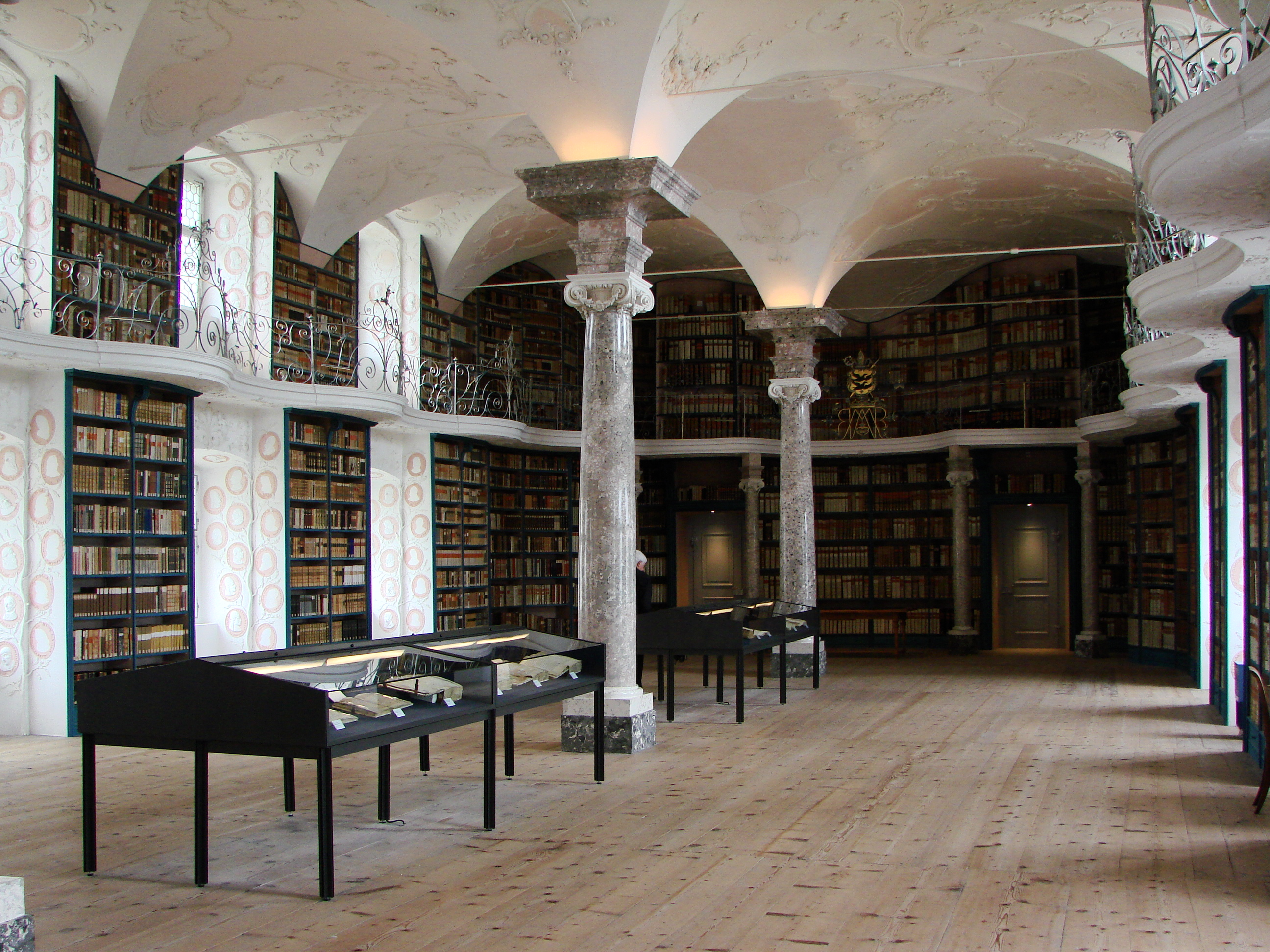
La bibliothèque de l'abbaye territoriale d'Einsiedeln possède l'un des manuscrits les plus importants du chant grégorien en faveur de l'interprétation authentique et sémiologique.

## Avant la création du chant grégorien

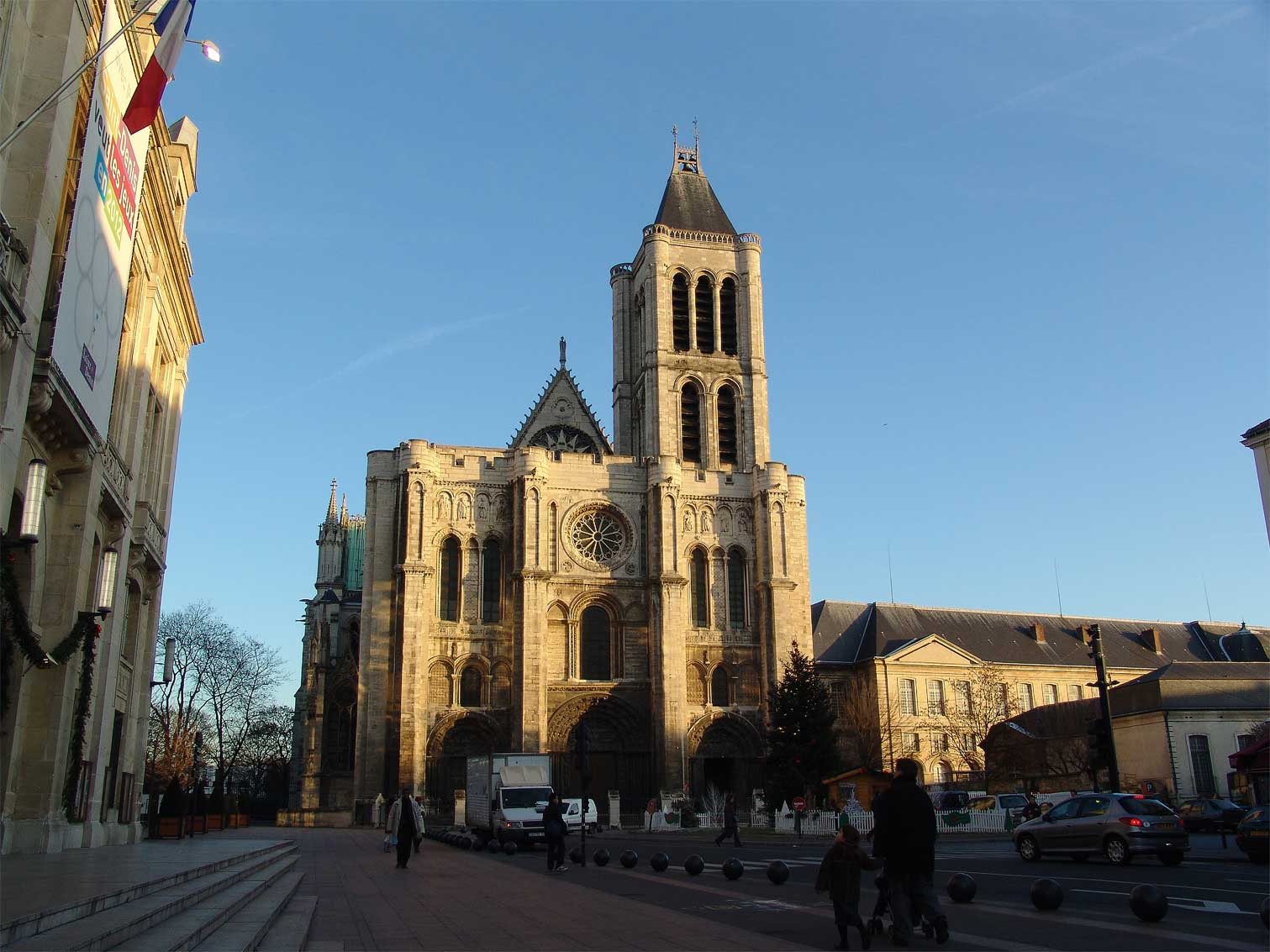
À la suite de l'arrivée du pape Étienne II en 754 à l'abbaye de Saint-Denis dans le fief de Pépin le Bref, ce dernier adopta le rite romain. Le 28 juillet, le sacré de celui-ci et de ses enfants dont futur Charlemagne fut célébré par le Saint-Père, en commençant l'histoire du chant grégorien.

Auparavant, le rite romain, celui du Saint-Siège, n'était autre que le rite de Rome et alentour, car chaque région conservait ses propres rite et tradition. En outre, celui des monastères, qui étaient aussi plus indépendants, était très différent de celui des paroisses. L'Église n'autorisa jamais l'hymne ambrosienne jusqu'au XIIIe siècle alors que saint Benoît de Nursie l'avait adoptée dans sa règle de saint Benoît vers 540.
À cette époque-là, l'abbaye pouvait altérer sa règle monastique. La première communauté auprès de l'abbaye royale de Saint-Denis fut établie, par exemple, vers 600 avec la règle de saint Colomban. Sous le règne de Dagobert Ier († 639), celle-ci fut brutalement remplacée par la Laus perennis, louange perpétuelle, priant que la dynastie mérovingienne soit toujours protégée par Dieu et continuée.

## Charlemagne et l’uniformité du chant grégorien
Pour la naissance du chant grégorien, il faut remarquer la contribution de l'évêque de Metz Chrodegang, grand animateur du rite romain, en raison duquel ce rite fut déjà adopté dans son diocèse en 754.
Tout comme d'autres grands chefs d'État, Charlemagne était capable de sélectionner proprement ses ministres afin de régner sur son vaste territoire. Si celui-ci réussit à achever sa réforme liturgique pour l'intégration de son royaume, c'était grâce à un moine originaire du Yorkshire, Alcuin († 804). Une fois invité par Charles le Grand il devint collaborateur de celui-ci en faveur de la perfection de la pratique de la liturgie. De fait, en tant que recteur et défenseur de l'Église, le roi inaugura en 785 l'unification de la liturgie selon le rite romain dans tout le royaume en chargeant cette mission à Alcuin. Puis en 789, avec son Admonitio generalis, il ordonna qu'y soit -sans exception- chanté le chant romain pour l'unicité de l'Église. Dorénavant, tous les chants gallicans devaient être remplacés par ceux de Rome. Pour la première fois dans l'histoire de l'Église d'Occident, une centralisation de la liturgie commença. Comme Alcuin pouvait répondre à cette charge, la liturgie romaine fut certainement implantée dans ce royaume vers 800 à l'exception du chant. De plus, pour la perfection, ce moine corrigea les méprises du texte latin liturgique de Rome y compris celui du chant, avant l'usage en Gaule, durant vingt ans. Si la mélodie du chant vieux-romain devait encore être remplacée par le chant grégorien, une hybridation entre la tradition gauloise et celle de Rome, l'uniformité de la liturgie était désormais assurée par Charlemagne. Ce dernier nomma finalement le moine britannique abbé de l'abbaye royale de Tours en 796 ou 797. Aussitôt, Tours devint l'une des capitales de la Renaissance carolingienne.
Alcuin est également l'auteur de l'hymne Luminis fons initialement dédiée à Charlemagne. Oubliée longtemps, cette hymne fut retrouvée. Elle est de nos jours en usage dans les monastères pour la célébration des vêpres du lundi des semaines II et IV, d'après la nouvelle liturgie des Heures éditée après le concile Vatican II. Donc, il n'existe pas de version en grégorien de la Luminis fons :
| texte en latin | traduction |
| --- | --- |
| Luminis fons, lux et origo lucis, tu pius nostris precibus faveto, luxque peccati tenebris fugatis, nos tua adornet (original, nos petat alma)[ph 2] | Source de clarté, lumière et origine de la lumière, dans votre bonté, accueille favorablement nos prières, et qu'en faisant fuir les ténèbres du péché votre lumière vienne nous parer[ph 2]. |
Quoique sa contribution sur le chant grégorien ne soit pas certaine, un moine espagnol Théodulf aussi soutenait Charlemagne, en tant que collaborateur d'Alcuin ainsi qu'évêque d'Orléans, abbé du monastère de Fleury.
Distinctions :

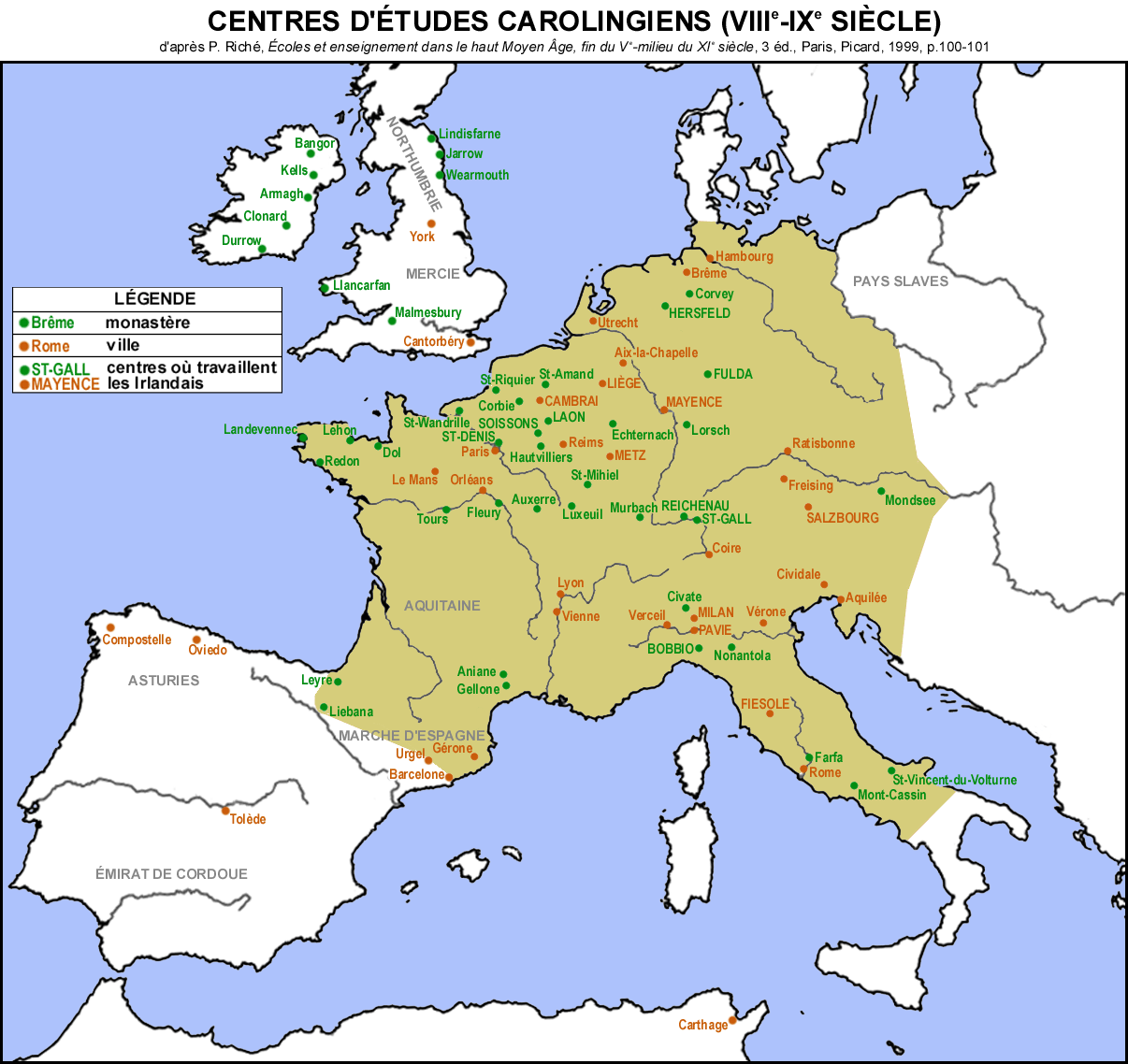
Les écoles carolingiennes dont les monastères à l'époque où le chant grégorien naquit.
Deux ministres importants de Charlemagne, Alcuin et Théodulf, furent respectivement nommés abbés de Tours et de Fleury. Alcuin était originaire de York ou alentour.

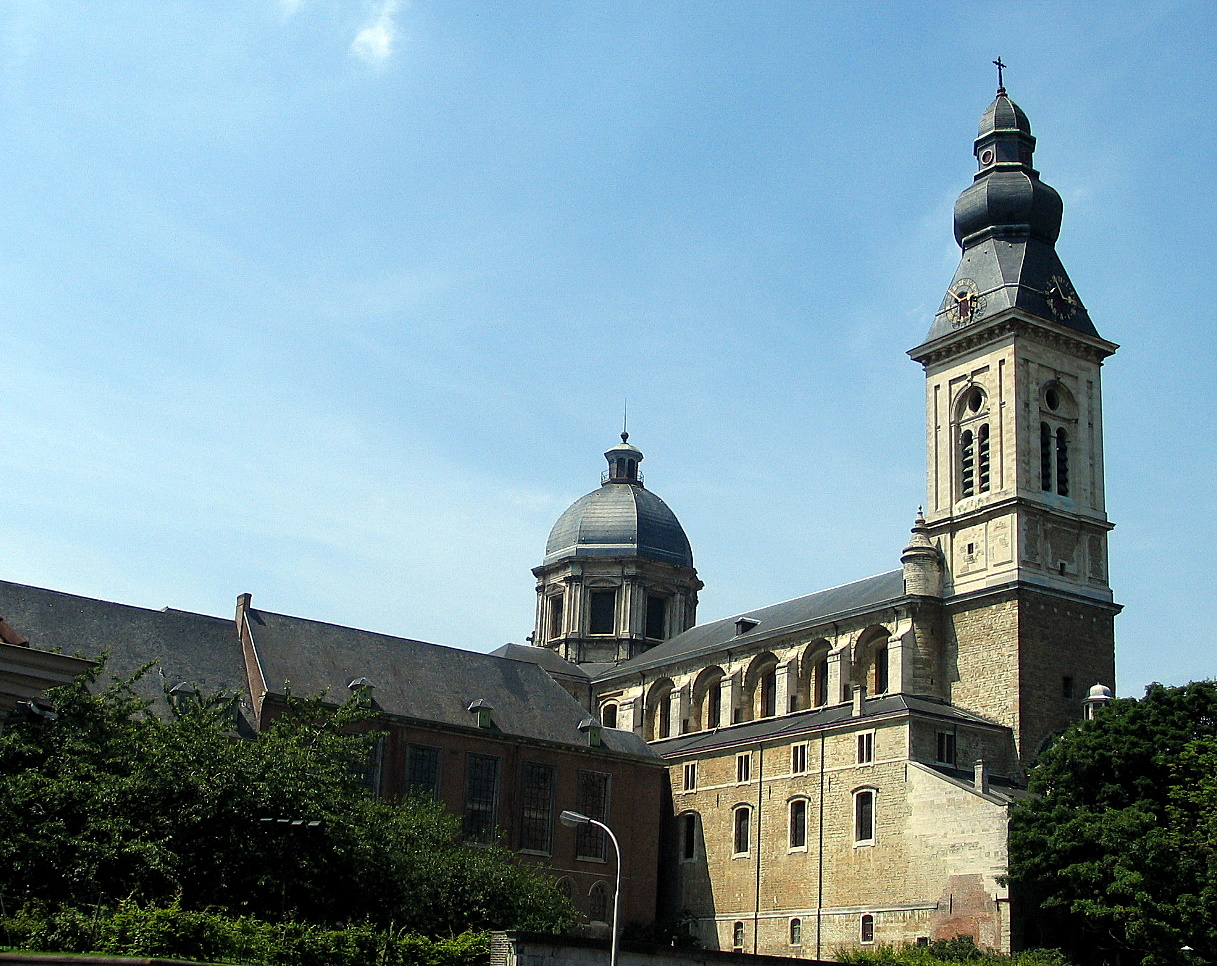
Le manuscrit le plus ancien du texte grégorien (Antiphonaire du Mont-Blandin) fut copié vers 800 auprès de l'abbaye du Mont-Blandin (abbaye Saint-Pierre) près de Gand.

- un des premiers manuscrits sans neumes, publiés en 1935 dans l'Antiphonale missarum sextuplex :

abbaye royale de Corbie (actuellement en France, après 853)
- premier neume restant :

abbaye de Saint-Amand (France, au milieu du IXe siècle)
- les meilleurs manuscrits grégoriens (voir ci-dessous) :

abbaye de Saint-Gall (Suisse, Xe siècle)
- notation d'Hermann Contract :

abbaye de Reichenau (Suisse, XIe siècle)
Tous ceux qui concernent étaient situés loin de Rome.
Certaines abbayes célèbrent encore les offices en grégorien :
abbaye Saint-Wandrille de Fontenelle (France, bénédictine, ruinée, donc église contemporaine)
abbaye de Fleury (Saint-Benoît-sur-Loire) (France, bénédictine, messe uniquement)
abbaye territoriale du Mont-Cassin (Italie, abbaye territoriale bénédictine soumise au Saint-Siège, messe dominicale et des fêtes)

## Conservation du chant grégorien au sein des monastères
Le Moyen Âge ne fut jamais une période sans culture raffinée. Les études récentes approfondies sur les documents liturgiques des IXe ainsi que Xe siècles révèlent une magnifique conjonction entre une haute pertinence de célébration et une extraordinaire sophistication esthétique dans les monastères. Il s'agissait d'un véritable sommet de la musique sacrée.

### Manuscrits sangalliens (Xesiècle)

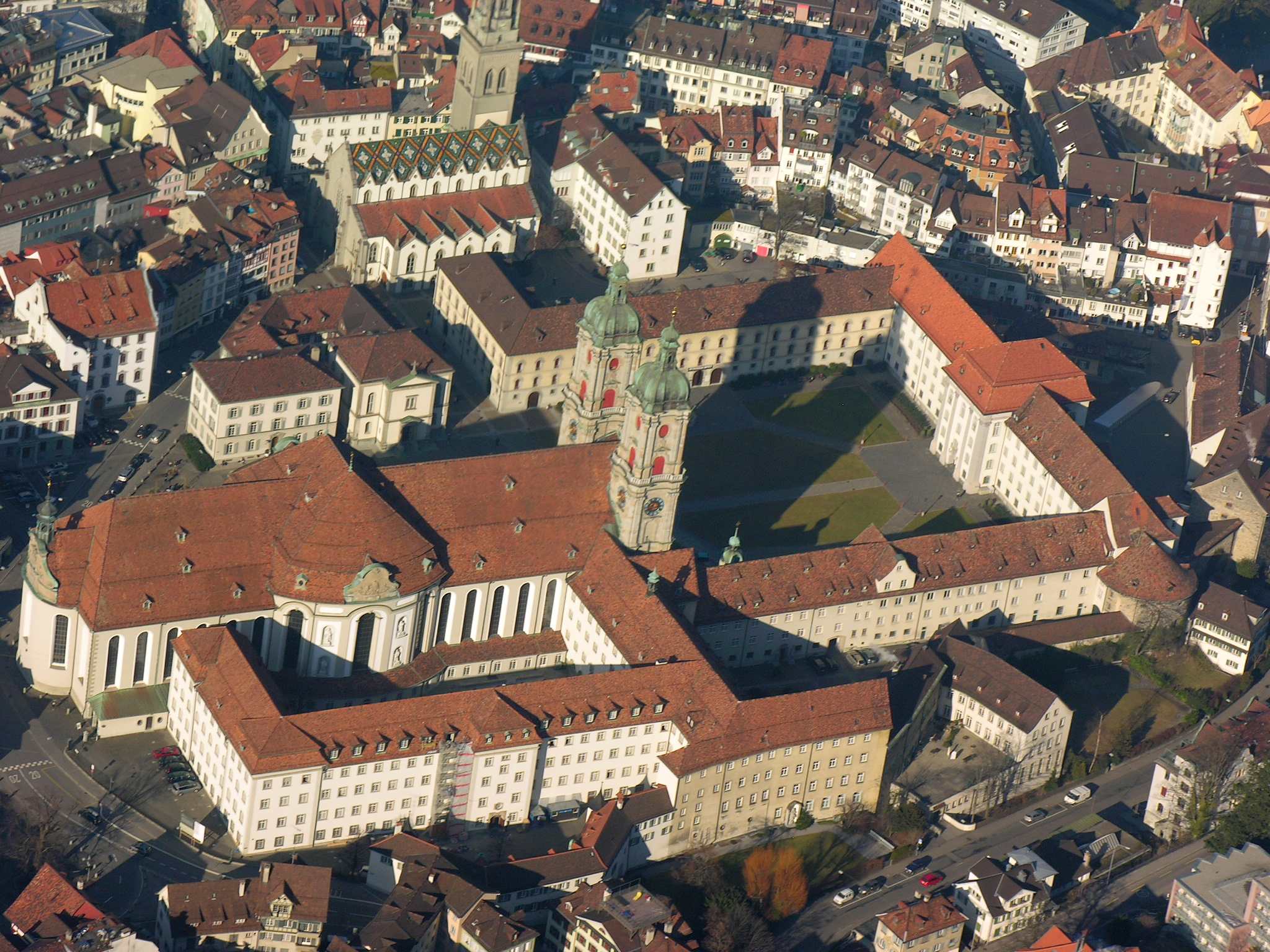
Abbaye de Saint-Gall.

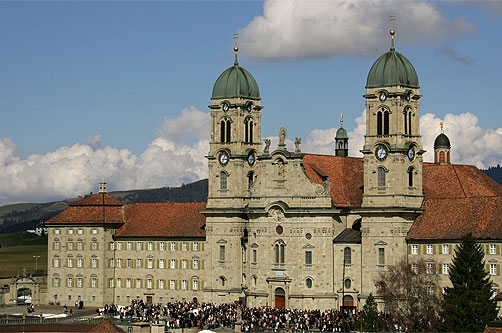
Abbaye d'Einsiedeln.

Issus des graphies de l'écriture littéraire, plus précisément des accents, les neumes employés dans les manuscrits de la famille de l'abbaye de Saint-Gall se développèrent aisément afin de préciser le raffinement de la mélodie grégorienne. Aujourd'hui, sauf le manuscrit 376, ces manuscrits sont les plus importants en faveur de l'interprétation authentique du chant grégorien, avec le manuscrit Laon 239, en raison de leur qualité de précision de la mélodie correcte et originale. Pour cet objectif, les neumes de certains manuscrits sont publiés dans le Graduale triplex (1979) ainsi que le Graduale novum (depuis 2011) : 
1. Cantatorium de Saint-Gall (manuscrit 359, vers 922 - 925)
2. Antiphonaire de Hartker (Saint-Gall, manuscrits 390 et 391 (initialement un seul volume), vers 1000) ; fondement de la rédaction de l'Antiphonale monasticum[6] (depuis 2005)

D'ailleurs, en préparant les neumes requis du Graduale triplex, Dom Rupert Fischer, en qualité de membre de l'AISCGre, choisit également le manuscrit 339 de Saint-Gall .

### Graduale Albiense (XIesiècle)

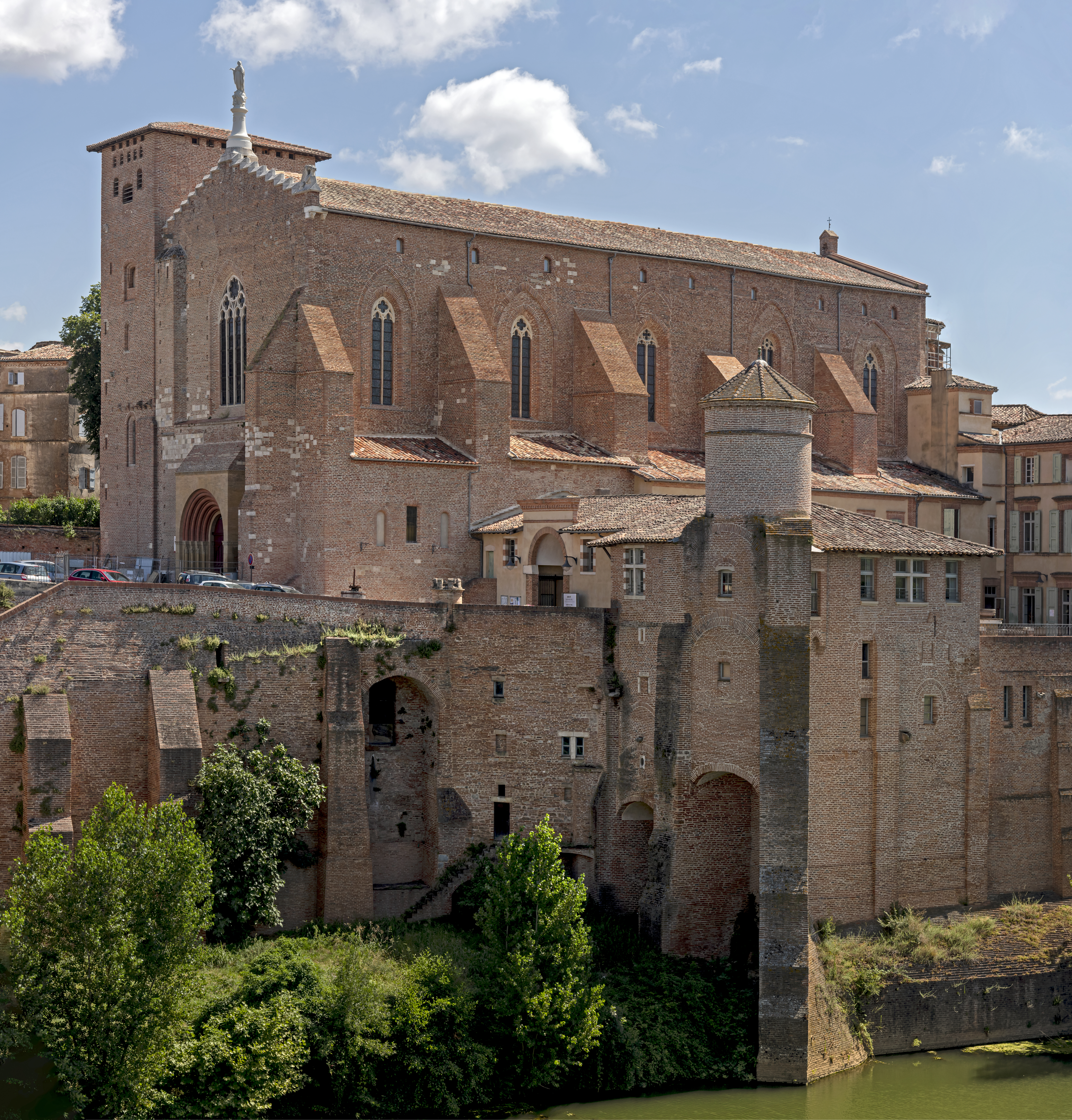
Abbaye Saint-Michel de Gaillac.

Ce manuscrit méconnu est un grand témoignage de la tradition du chant grégorien au sein de monastère au XIe siècle. Attribué auparavant à la cathédrale Sainte-Cécile d'Albi, il fut en fait, avec certitude, copié en faveur de, puis, était en usage auprès de l'abbaye Saint-Michel de Gaillac au sein du diocèse d'Albi, selon les études approfondies et récentes. Ce monastère subit, à vrai dire en 1079, le changement de son supérieur : de l'abbaye Saint-Pierre de Moissac sous Cluny à l'abbaye de la Chaise-Dieu dirigée par l'abbaye Saint-Géraud d'Aurillac. De sorte qu'il est certain que le livre contient, concernant la liturgie locale ajoutée, deux éléments, ceux de la première et ceux de la deuxième. Pourtant, le manuscrit conservait toujours et parfaitement le chant grégorien traditionnel et authentique duquel il y eut peu de modification ainsi que d'addition. En résumé, l'abbaye ne subit aucun changement de la pratique du chant grégorien, en dépit du bouleversement de la gestion.
Celui-ci est certainement un graduel grégorien typique et respectait complètement la forme traditionnelle. Avec quelques chants rendant hommage à saint Grégoire Ier, le manuscrit se commence à partir du trope Gregorius præsul suivi de l'introït Ad te levavi du premier dimanche de l'Avent, annonçant le commencement du calendrier liturgique de l'année (folio 4v en bas, 5r et 5v).
Une vraie valeur du manuscrit, découverte par Dom Eugène Cardine de Solesmes, est tellement immense que le Graduale Albiense devint indispensable, de nos jours, en faveur de la restauration de la mélodie authentique en grégorien. Au XIe siècle, à la suite de l'invention de la notation en quatre lignes par Gui d'Arezzo, la mélodie grégorienne n'était plus authentique, afin d'adapter à ce nouveau système. Ce manuscrit Latin 766 est toutefois une précieuse exception, car, grâce à la qualité de ses neumes, sa mélodie est quasiment identique à celle des meilleurs manuscrits sans ligne, manquant de précision de degrés, tels le manuscrit Laon 239, le cantatorium de Saint-Gall, le manuscrit Einsiedeln 121.

## Cluny, manuscrits perdus

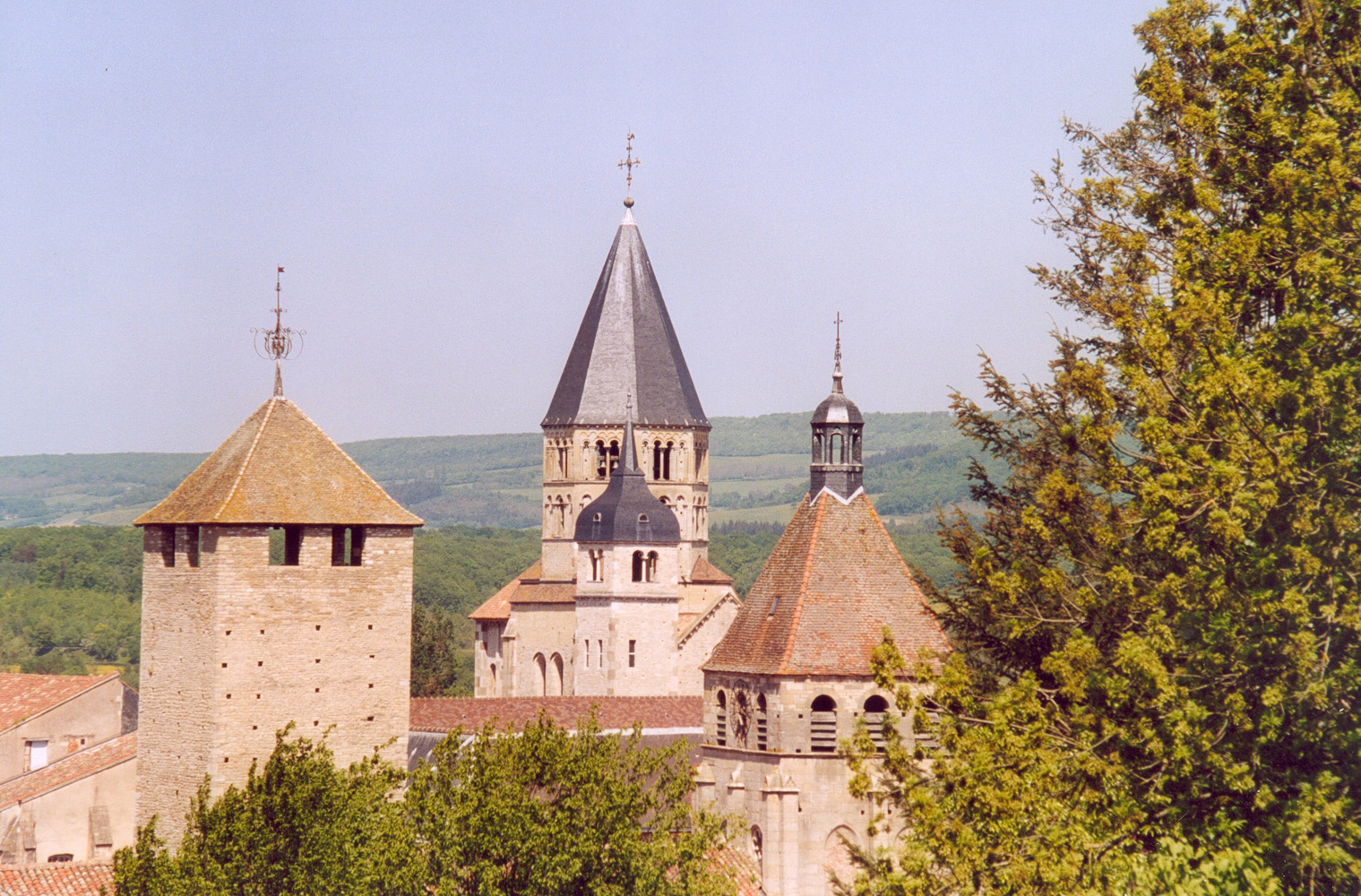
Abbaye de Cluny.

L'importance de l'abbaye de Cluny, dite la seconde Rome, est indiscutable même dans l'histoire du chant grégorien. Surtout, cela était les moines de Cluny qui remplacèrent entièrement la pratique du chant mozarabe dans la péninsule Ibérique par celle du chant grégorien, au XIe siècle. Une difficulté considérable, c'est la disparition de manuscrits dans son ancienne bibliothèque. La Bibliothèque nationale de France conserve certes un manuscrit, Latin 1087, dont la qualité n'est malheureusement pas suffisante pour les études. Il n'en reste que des fragments :

« Si les témoins du chant clunisien au sens strict — c'est-à-dire écrits dans l'abbaye même et non dans ses dépendances, dans les maisons réformées par Cluny ou encore dans celles qui se sont inspirées du mouvement clunisien — sont extrêmement rares, en raison des pertes à la suite de la suppression de Cluny en 1791, le fait que Solesmes en conserve des traces ne doit cependant pas étonner. En effet, après la restauration de la vie monastique à Solesmes en 1833, le pape Grégoire XVI a reconnu la Congrégation de Solesmes comme l'héritière de celles de Cluny, des Saints-Vanne-et-Hydulphe et de Saint-Maur, en 1837. »

— Eduardo Henrik Aubert (université de Cambridge), Deux feuillets inédits d'un antiphonaire de Cluny du XIe siècle : les fragments Solesmes A.3/A.4 et A.5/A.6, Études grégoriennes, tome XLI (2014)

## Vérité des réformes cisterciennes

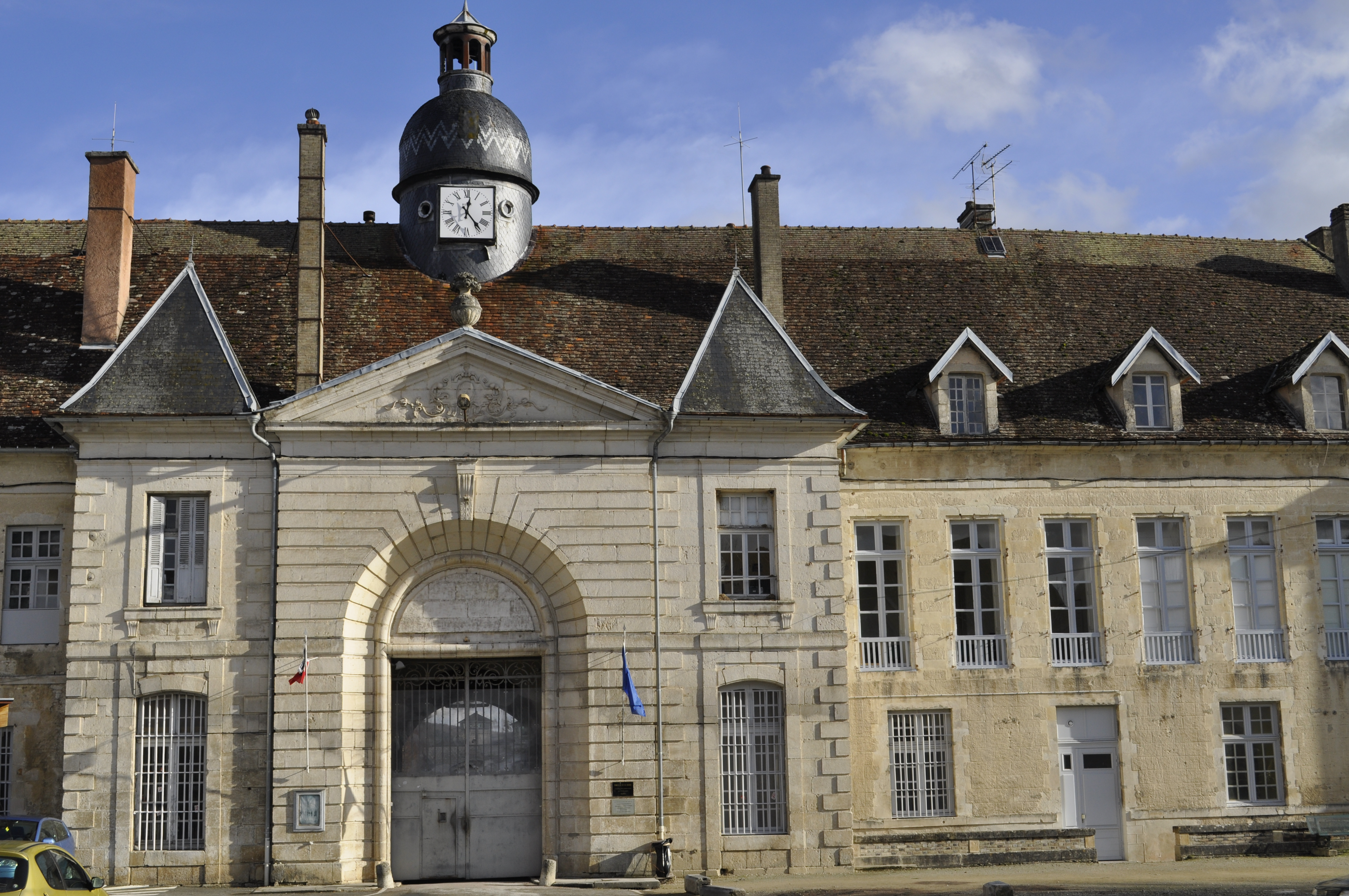
Abbaye de Clairvaux.

Dans de nombreux documents au regard de la réforme cistercienne dans le domaine liturgique, on a tendance à expliquer, avec la discipline de Cîteaux, la suppression du mélisme du chant grégorien, vraisemblablement inspiré par son architecture simple. Cependant, si l'on consulte ceux que saint Bernard de Clairvaux écrivit, il est difficile de soutenir cette légende. Au contraire, il rédigeait en employant le terme « orner » : « nous avons conservé le texte de plusieurs répons parce qu'il est saint et tirés des Évangiles, et nous les avons ornés d'un chant aussi beau que convenable, tout n'en employant partout qu'une musique sobre et décente. »

### Lettre ou prologue de saint Bernard sur l'antiphonier de l'ordre de Cîteaux
Après avoir remanié l'antiphonaire de l'ordre vers 1147 selon l'intention de ses supérieurs, saint Bernard de Clairvaux adressa une lettre à ceux qui concernaient. Il s'agissait directement du sujet de la deuxième réforme cistercienne, chargée à saint Bernard :

« Bernard, humble abbé de Clairvaux à tous ceux qui copieront cet antiphonier ou qui chanteront dessus, salut.
Une des choses dont se soient préoccupés nos Pères, les fondateurs de l'ordre de Cîteaux et qui ait le plus vivement stimulé leur zèle et leur religion, ce fut de ne chanter pour célébrer les louanges de Dieu, rien qui ne fut de la plus grande authenticité. Aussi, envoyèrent-ils à Metz, dont l'antiphonier passait pour grégorien, des gens chargés de leur en leur en faire et rapporter une copie. Mais ces envoyés trouvèrent que les choses étaient bien loin d'être ce qu'on leur avait dit. L'antiphonier examiné avec soin ne leur plus point, le chant et les paroles en étaient remplis de fautes ; il était d'ailleurs on ne peut plus mal composé et ne valait absolument rien presque sous aucun rapport. Cependant, une fois qu'on l'eut, on s'en servit tel qu'il était et on l'a conservé jusqu'à présent. Mais enfin, nos frères, les abbés de l'ordre ne pouvant plus le supporter plus longtemps décidèrent qu'on lui ferait subir les changements et les corrections nécessaires et me chargèrent de ce soin. M'étant donc adjoint tous ceux de nos frères qui étaient les plus versés et les plus habiles dans l'art et la pratique du chant, nous avons composé un nouvel antiphonier avec des morceaux empruntés à plusieurs autres antiphoniers et nous en avons formé le recueil ci-joint que nous croyons exempt de fautes pour le chant comme pour les paroles. C'est d'ailleurs, ce que pourra juger quiconque le chantera, pour peu qu'il ait la connaissance du chant. Aussi voulons-nous que tel qu'il est dans ce volume, il soit reçu et suivi désormais, tant pour le chant que pour les paroles, dans tous nos monastères ; et le présent antiphonier ayant été approuvé par le chapitre général de l'ordre et reçu par tous les frères abbés, sans exception, nous défendons que personne y change rien sous quelque prétexte que ce soit. Quant aux motifs et aux raisons qu'on a eus de faire les changements que nous annonçons, s'il peut être agréable à quelqu'un de les connaître pleinement et en détail, il n'a qu'à lire la petite préface dont les susdits correcteurs du vieil antiphonier ont eu soin de le faire précéder. En voyant clairement toutes les fautes dont le chant et les paroles étaient remplis, il est impossible qu'on ne reconnaisse pas la nécessité qu'il y avait de le corriger et d'en faire un nouveau. »

La lettre était donc suivie d'une longue, et non petite, préface précisant en détail la modification de l'antiphonaire :

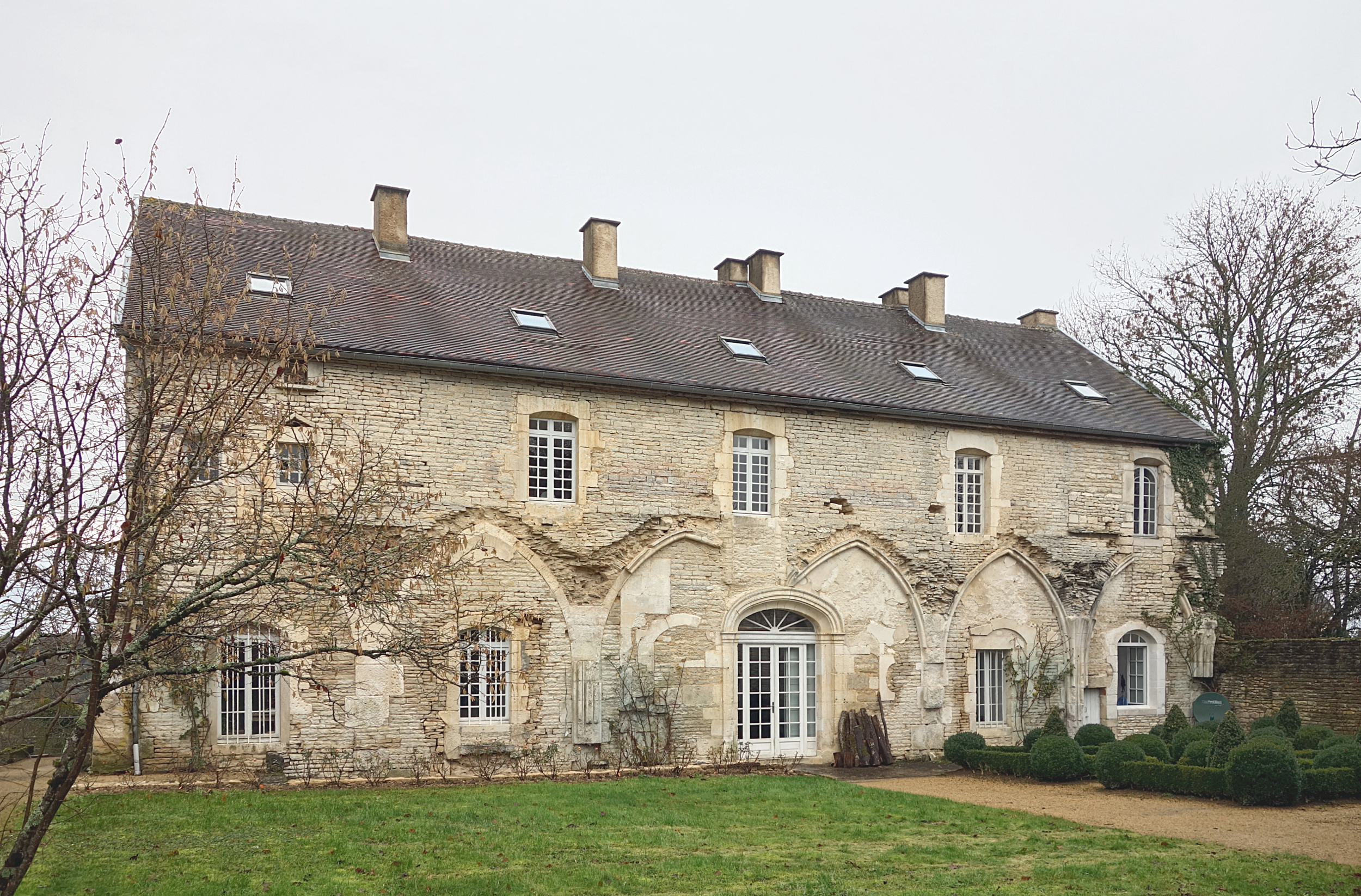
Abbaye de Molesme.

La première réforme fut dirigée par l'abbé Étienne Harding originaire de l'Angleterre. En souhaitant que le rite de l'ordre de Cîteaux soit rétabli selon les sources les plus pures, celui-ci envoya vers 1108 des moines à Metz où était conservé le manuscrit attribué à saint Grégoire Ier ainsi qu'à Milan en faveur de la tradition ambrosienne, celle des hymnes. En conséquence, le premier antiphonaire de l'ordre issu de l'abbaye Notre-Dame de Molesme fut remplacé par ce nouvel antiphonaire qui provoquerait une grosse confusion auprès de l'ordre.
Quoi qu'il en soit, après le décès de l'abbé Harding en 1134, l'ordre chargea à saint Bernard de remanier les livres de chant et la révision fut effectuée entre 1142 et 1147.

### Antiphonaire de Westmalle

#### Deux groupes de manuscrits du chant grégorien
Finalement, les deux réformes cisterciennes furent précisément déterminées, grâce à un manuscrit, l'antiphonaire de Westmalle. Celui-ci, composé de quatre tomes tardivement réunis, est, depuis 1955 environ, conservé auprès de l'abbaye trappiste Notre-Dame du Sacré-Cœur de Westmalle en Belgique. Précieusement, il ne s'agit autre que des livres de chant de ces deux réformes :
1. Antiphonaires WA I et WB I : livres selon la première réforme par Étienne Harding
2. Antiphonaires WA II et WB II : livres remaniés par saint Bernard de Clairvaux en faveur de la deuxième réforme

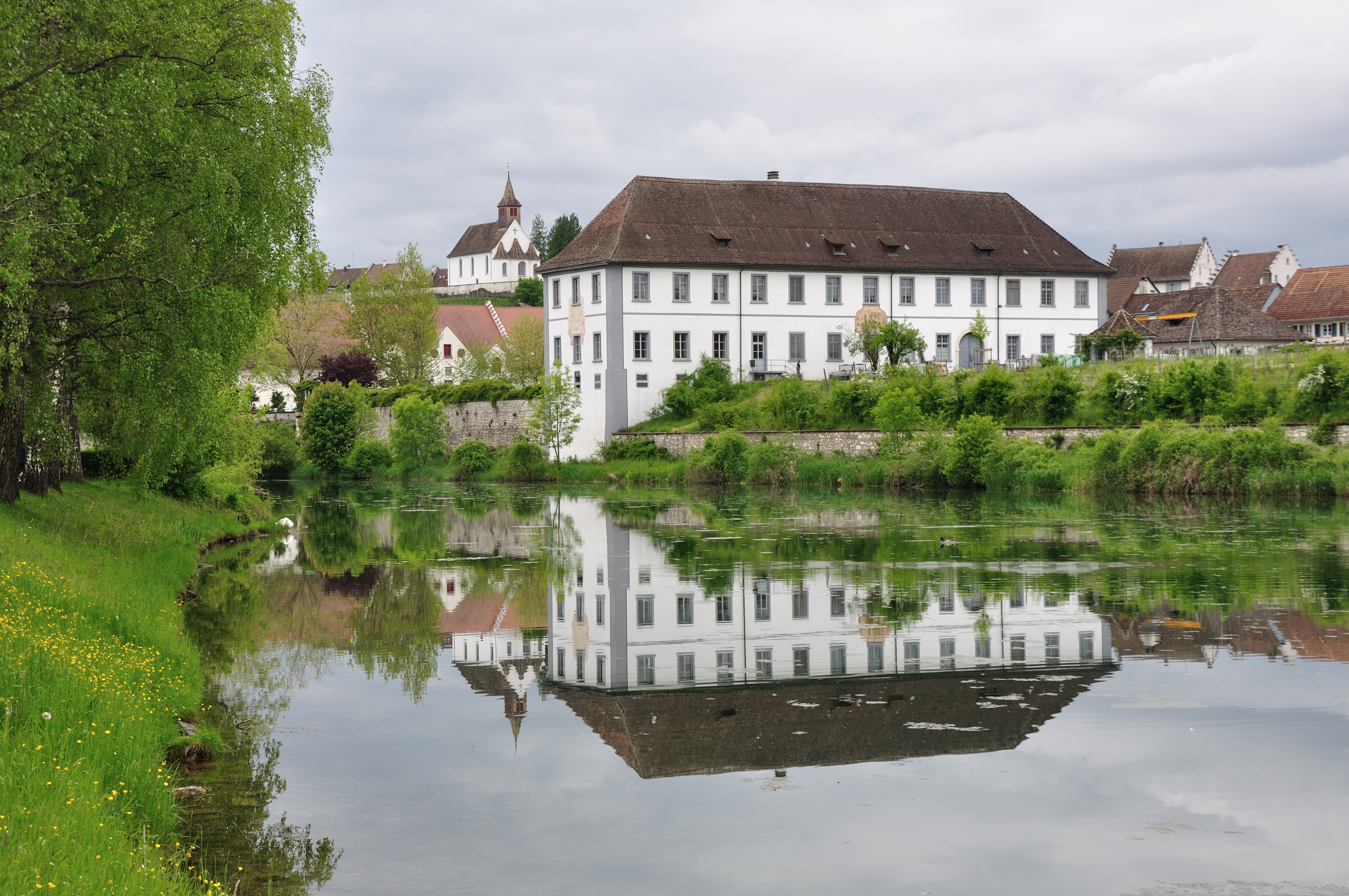
Abbaye de Rheinau près de Zurich.

Selon le Corpus antiphonalium officii de Dom Hesbert, le groupe germanique se représente, par exemple, dans ces manuscrits issus de monastères. Il est probable que les texte et mélodie de ce groupe sont plus anciens :

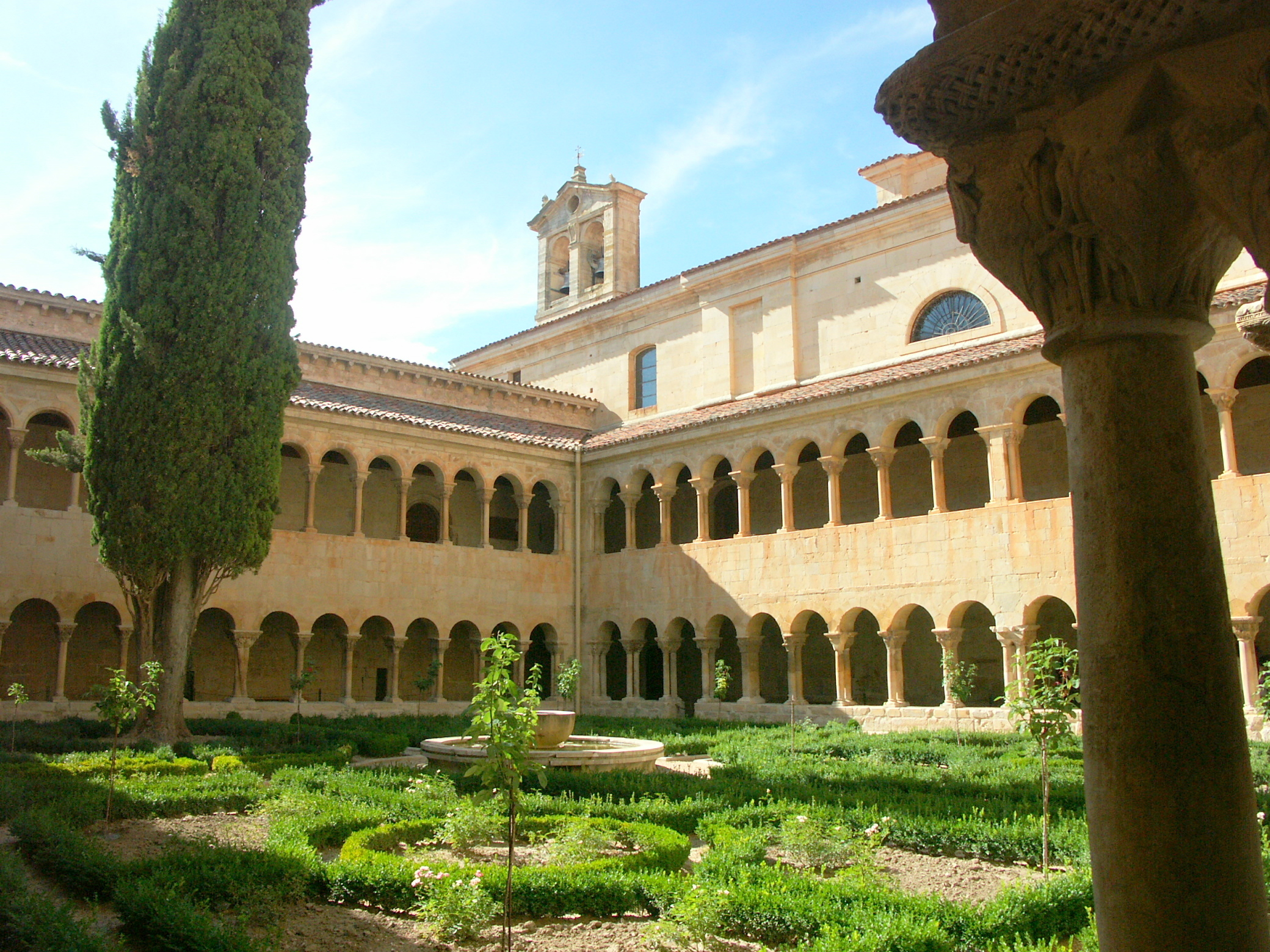
Abbaye Saint-Dominique de Silos dont les manuscrits demeuraient dans le groupe de la tradition latine, telle l'édition de saint Bernard.

1. Antiphonaire de Compiègne, abbaye royale de Compiègne, Bibliothèque nationale Latin 17436 [lire en ligne], vers 877
2. Antiphonaire de Hartker, abbaye de Saint-Gall 390 et 391, vers 1000
3. Antiphonaire de Zurich, originaire de l'abbaye de Rheinau, XIIIe siècle

La tradition latine, quant à elle, se trouve dans ces documents et le reste :
1. Antiphonaire de Londres, originaire de l'abbaye Saint-Dominique de Silos, XIe siècle
2. Antiphonaire de Paris (Antiphonarium Sancti Dyonisii), originaire de l'abbaye royale de Saint-Denis, Bibliothèque nationale Latin 17296 [lire en ligne], vers 1150
3. Antiphonaire de Paris, originaire de l'abbaye Saint-Maur-de-Fossés, dans Bibliothèque nationale Latin 12584 [lire en ligne], XIIe siècle

#### Différences entre les manuscrits WA/WB I et WA/WB II
Composition des répons dans l'antiphonaire cistercien révisé par saint Bernard, version définitive depuis 1147
- couples issus du responsorial primitif (version de Harding) (65,36 %)
- couples issus de la tradition grégorienne et introduits par la deuxième réforme bernardine (28,74 %)
- couples introduits par la réforme bernardine (répons primitif + verset connu uniquement auprès de Cîteaux (3,93 %)
- couples introduits par la réforme bernardine (répons traditionnel + verset connu uniquement auprès de Cîteaux (0,61 %)
- couples introduits par la réforme bernardine (répons et verset connus au XIIe siècle uniquement auprès de Cîteaux (1,36 %)

Si l'on dit fréquemment la réforme cistercienne, la révision de Cîteaux était, à vrai dire, assez modeste. Ainsi, dans la version de Bernard de Clairvaux, devenue définitive de l'ordre vers 1147, on compte 661 couples du responsorial. Deux tiers ou 65,36% de version de Harding furent conservés dans le nouvel antiphonaire. Certes, l'équipe de Bernard remplaça 34,64% de couples. Toutefois, parmi eux, 28,74% se trouvent dans d'autres manuscrits grégoriens. Encore, 26 couples conservaient les répons de Harding mais avec de nouveaux versets, soit 3,93%. 4 couples possède également de nouveaux versets avec les mélodies traditionnelles pour ses répons (0,61%). Les couples complètements nouveaux ne comptent que 9 exemplaires, soit, seulement 1,36%. En bref, saint Bernard n'effectua jamais un appauvrissement ni une rupture avec la tradition.
Puis, l'identification de chaque chant révèle une forte préférence pour la tradition latine dans l'édition définitive. Ceux que l'édition de saint Bernard conservait (65,36%) étaient essentiellement les chants universels, à savoir, ceux qui se trouvent dans toutes les deux traditions. Ainsi, parmi ceux que l'équipe de saint Bernard récupérèrent, 297 couples ou 75% se rencontrent dans le manuscrit de Saint-Maur-des-Fossés, 290 couples soit 73% dans celui de Saint-Denis, 245 (62%) dans celui de Silos. En revanche, la majorité des couples éliminés (34,64%) sont ceux de propre tradition germanique, par exemple, 127 couples sur les 153 soit 83% concernent l'antiphonaire de Hartker. De même, 120 couples (78%) dans celui de Compiègne ainsi que 116 couples ou 76% dans celui de Rheinau. Dans ces cas, les copistes de saint Bernard n'hésitaient pas à remplacer les chants, en cherchant les matériaux dans les archives. En cas d'absence de pièces, de nouveaux chants furent composés (partiellement 4,54% ; totalement 1,36%). Il s'agit exactement du même principe de Solesmes en faveur de la rédaction de l'édition critique Antiphonale monasticum (depuis 2005).
Alors que la version de l'abbé Harding conservait en général le texte original du chant grégorien, la tradition latine employait parfois le texte modifié. Ainsi, l'édition de Harding adoptait pour le premier dimanche après la Pentecôte « Omnes montes qui estis in circuitu ejus visitet Dominus a gelboe transeat » selon la tradition germanique. Celle de saint Bernard remplaça ce texte par « Omnes montes qui in circuitu ejus sunt visitet Dominus a gelboe autem transeat. » Ce dernier est identique à celui d'ancien manuscrit bénédictin de l'abbaye Notre-Dame de Molesme, origine de Cîteaux. D'après Alicia Scarcez, les textes choisis par la version définitive sont, normalement, plus cohérents à la suite de la révision de l'endroit des mots. Cela serait la raison pour laquelle, une fois obtenu le texte de la tradition latine, les moines de Cîteaux appréciaient celui-ci.
À dire vrai, dès les années 1120 jusqu'à son décès, saint Bernard ne cessa pas sa communication intime avec l'abbaye de Molesme. De sorte que l'édition définitive de l'ordre gardait une influence de la liturgie de Molesme. Un seul témoignage, le bréviaire de la Bibliothèque municipale de Troyes 807, manuscrit de Molesme incomplet, indique une similitude parmi les premiers antiphonaires cisterciens. L'édition définitive compte 215 couples identiques sur 350 dans le BM 807, soit 61%. Si l'on consulte les couples communs dans tous les deux antiphonaires, celui de Harding et celui de saint Bernard, le taux augmente jusqu'à 72%, 165 couples sur 230. À savoir, le répertoire bénédictin de Molesme se conservait effectivement dans les éditions suivantes.

#### Valeur de la version d'Étienne Harding
En admettant que la première réforme cistercienne n'ait jamais été comprise ni appréciée à l'époque de l'agrandissement de l'ordre de Cîteaux, il faut remarquer que l'édition d'Étienne Harding était une véritable restauration du chant grégorien. D'une part, cet abbé semblait savoir correctement que l'origine de ce chant est attribuée à Metz. C'est la raison pour laquelle celui-ci y avait envoyé ses moines, si le manuscrit original reste aujourd'hui inconnu. D'autre part, la mélodie de sa version est, par conséquent, très proche de la mélodie grégorienne authentique, car, par exemple, remontent aux IXe et Xe siècles la presque totalité des répons et la majorité des couples répons-versets de l'édition de l'abbé Harding.

#### Conclusion
En résumé, la première réforme cistercienne fut effectuée selon l'intention de l'abbé Étienne Harding à partir de 1108 environ, en désirant redécouvrir la forme originale du rite d'après la règle de saint Benoît (vers 540) ainsi que la composition attribuée à saint Grégoire Ier :
avant : manuscrit bénédictin de Molesme (ouest) = première version de Cîteaux (ouest)
après : manuscrit messin (est) 
» version de Harding (est)
Pourtant, à cause de la différence définitive entre les deux traditions, la version de Harding ne fut jamais appréciée ni acceptée auprès de l'ordre, qui décida de remanier à nouveau les livres de chant. Finalement, depuis 1147, les livres de chant de saint Bernard conservaient la première succession de l'ordre :
manuscrit ouest bénédictin 
» manuscrit cistercien (ouest)

### Dès les Cisterciens aux Prêcheurs
Dans les années 1940, le prêtre dominicain Dominique Delalande étudia profondément leur graduel daté de 1254, en souhaitant connaître correctement son origine et réviser le livre avec les manuscrits plus sûrs. Cinq séjours au total auprès de l'abbaye Saint-Pierre de Solesmes lui permirent d'achever son premier objectif. À cette époque-là, les moines de Solesmes constataient déjà une proximité entre les livres de chant des Cisterciens et ceux des Prêcheurs. En consultant les manuscrits de l'atelier de Solesmes, le père Delalande conclut : « le Graduel dominicain est non seulement un très proche parent du cistercien, mais qu'il en dépend étroitement. » 
Donc, aujourd'hui, on peut s'apercevoir une succession de la tradition grégorienne :
manuscrit bénédictin
» manuscrit cistercien
» manuscrit dominicain
Puis, le père Delalande commença à comparer ces deux derniers à d'autres manuscrits plus anciens, y compris des notations sans lignes, ainsi qu'à l'Édition Vaticane. Il considérait que cette dernière est d'une version sous influence de la tradition franciscaine (En fait, celle-ci n'est autre qu'une édition à la base du Liber gradualis de Solesmes, édité et sorti en 1883 par Dom Joseph Pothier.). Naturellement, dans certains cas, il constata un phénomène de l'économie rythmique, à savoir, abréviation des notes et chemin vers le plain-chant : Vaticane (plus longue) > Cistercienne > Dominicaine (moins longue). Cependant, ce phénomène n'était pas nombreux. Il découvrit aussi quelques exemples des mutilations horizontales uniquement dans les notations dominicaines, c'est-à-dire une pratique des deux notes au maximum à la place de plusieurs notes à l'unisson.
Pourtant, cette comparaison scientifique relevait que, parfois, « les Cisterciens ont une vocalise plus longue que celle de l'édition vaticane » ainsi que celle des Prêcheurs. Dans d'autres cas, celles de la Vaticane et celles des Cisterciens sont identiques, et seulement celles des Dominicains sont plus courtes. Ces variations, non très nombreuses, étaient tellement compliquées que Delalande hésitait à attribuer le principe concret à l'exception de la mutilation horizontale.
D'ailleurs, le prêtre dominicain trouva dans les manuscrits cisterciens de nombreuses modifications de notes, essentiellement concernant le demi-ton, le bémol ainsi que la dernière note, qui peuvent provoquer le changement des modes ainsi que des cadences. Tantôt les Prêcheurs suivaient ces modifications, tantôt leurs notations sont identiques à celles de la Vaticane. Vraisemblablement, il s'agissait de ceux que la sémiologie grégorienne appelle de nos jours décadence, issue de la théorie musicale plus contemporaine.
Au regard du répertoire de l'ordinaire de messe, il est vrai que les Cisterciens économisaient leurs services alors que les Prêcheurs rétablissaient la richesses du répertoire grégorien : 
|           | Cisterciens | Prêcheurs |
| --------- | ----------- | --------- |
| Kyrie     | 3           | 7         |
| Gloria    | 2           | 5         |
| Credo     | 1           | 1         |
| Sanctus   | 3           | 5         |
| Agnus Dei | 3           | 5         |
Concernant la modification modale par les Cisterciens, l'étude d'Alicia Scarcez confirma certainement, en 2011, sa pratique systématique dans l'antiphonaire de Westmalle : 

### Pour les établissements de petite taille

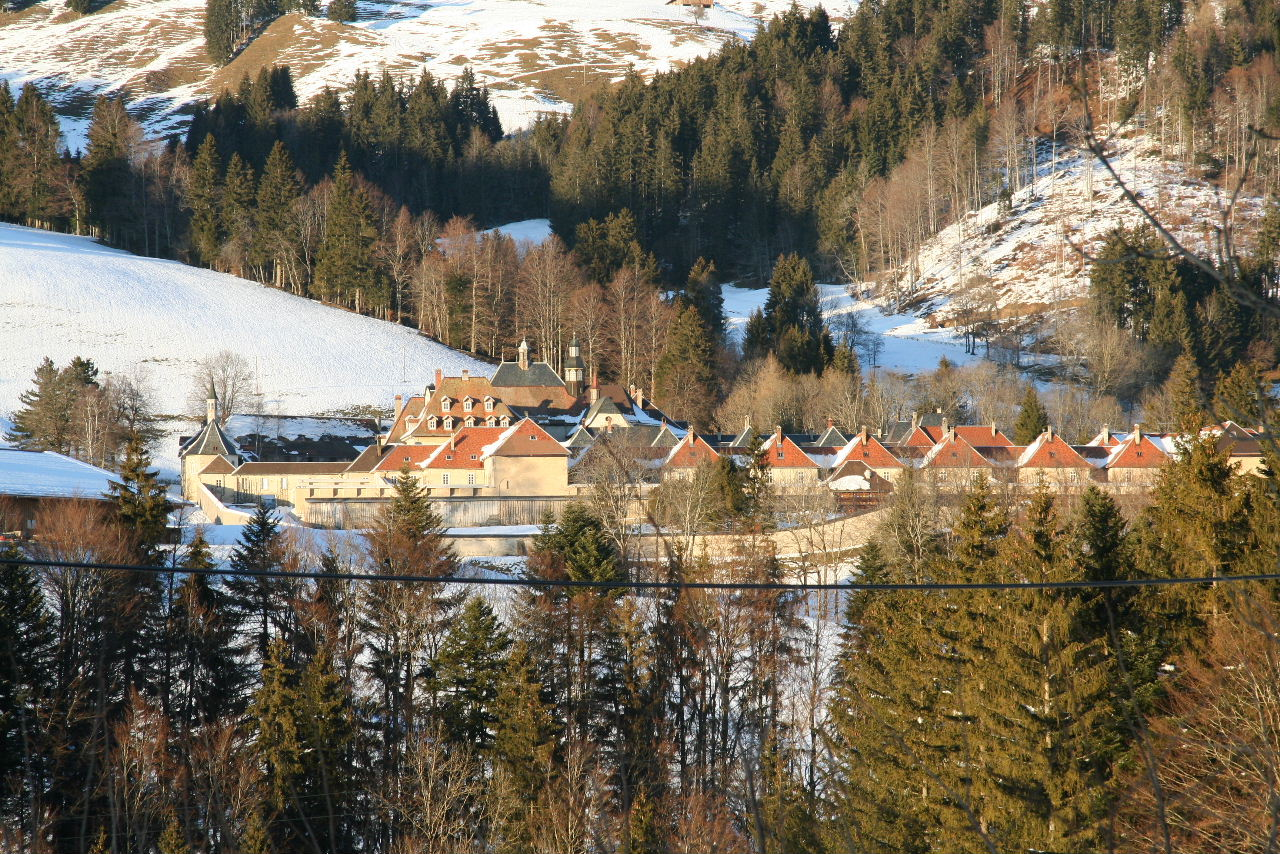
Chartreuse de La Valsainte située en Suisse.

En résumé, il reste peu de justificatif scientifique pour exprimer la modification du chant grégorien d'après l'adaptation aux règles des ordres, notamment à celles de Cîteaux. En fait, il est probable qu'il s'agissait des arrangements en faveur de petits prieurés.

« En 1951, le Père Solutor Marosszeki, cistercien hongrois de la Primitive observance, vint séjourner à Solesmes pour étudier à quelle branche de la tradition se rattachait la seconde réforme du chant cistercien. Quelques années plus tard, dom Benoît Lambres, chartreux de la Valsainte, qui tenait à rechercher dans la tradition aquitaine l'origine de la version du chant de la Grande Chartreuse, nous expliqua que la cancellation de longs mélismes dans les graduels cartusiens était due au petit nombre de religieux dans les chartreuses. »

— Michel Huglo, Dom Eugène Cardine et l'édition critique du Graduel romain
Le Saint-Siège sortit en 1967 le Graduale simplex, en adoptant le même principe, à la suite du concile Vatican II.

## Décadence dès la Renaissance
L'uniformité du chant grégorien fut définitivement perdue, non seulement dans la liturgie des paroisses mais aussi auprès des monastères, après la Renaissance. Une grave décadence commence après le concile de Trente, faute de nouveaux livres publiés jusqu'en 1814, à savoir jusqu'à ce que soit sortie l'Édition médicéenne. En attendant celle-ci, les livres anciens étaient en usage, avec de nombreuses modifications non autorisées.
Puis, étant donné que le Saint-Siège lui-même avait remanié les livres de saint Grégoire selon les critères des humanistes, les religieux n'hésitèrent plus à demander leurs versions plus simples, plus contemporaines, plus facile à chanter. En France, ils chargèrent un jeune organiste, Guillaume-Gabriel Nivers, de réviser leurs livres. Dorénavant, chaque ordre poursuivait son propre livre de chant selon ses règles.
Comme chaque publication de Nivers était réservée à un ordre particulier, ses versions étaient effectivement nombreuses. Par ailleurs, à la suite d'une collaboration avec l'ordre des Prémontrés dès 1677, cet organiste commença à consulter les sources romaines, en cherchant une manière de la restauration de chant liturgique. Mais celui-ci termina sa vie sans connaître la mélodie authentique en grégorien, car, à cette époque-là, les manuscrits de Rome étaient postérieurs au Concile de Trente.

## Contribution des monastères vers la restauration authentique

### Avant la naissance de la sémiologie grégorienne
Après cette période désastreuse, on retrouva le chant grégorien, surtout à la suite de la découverte du tonaire de Saint-Bénigne de Dijon en 1847. Des moines de deux ordres contribuèrent essentiellement à restaurer cette tradition non seulement dans ce siècle mais aussi au XXe siècle. Il s'agissait de l'ordre des Prêcheurs et celui de Saint-Benoît.

#### Premiers pas
Le rétablissement de la liturgie en grégorien se commença au milieu du XIXe siècle dans quelques paroisses en Belgique et en France. Ses animateurs étaient les trois cardinaux-archevêques Engelbert Sterckx (Malines), Thomas Gousset (Reims) ainsi que Pierre Giraud (Cambrai). En France, il s'agissait de la publication de l'Édition rémo-cambraisienne sortie en 1851.
Trois ans plus tard, en 1854, un jeune prêtre de l'ordre des Prêcheurs ainsi qu'originaire de Vittel, François-Florentin Bernard, sortit son Cantus Missarum à Gand, à l'âge de 28 ans. Dorénavant Pie Bernard, selon le pape dominicain saint Pie V, avait édité son livre de chant, après avoir admiré deux magnifiques manuscrits dans la bibliothèque conventuelle de cette ville. Il est vrai que jusque vers 1873, ce moine profitait principalement des documents de Jérôme de Moravie remontant au XIIIe siècle, donc un ensemble du répertoire ancien et des matériaux postérieurs. Mais il faut remarquer que, dès 1863, pour ses études, Dom Joseph Pothier de Solesmes bénéficiait de ce Cantus Missarum, exemplaire envoyé par son ancien professeur à Saint-Dié, l'abbé Jean Hingre. Ainsi, la notation de l'alléluia de saint Joseph Fac nos innocuam, Ioseph fut adoptée dans le Liber gradualis (1883), ensuite l'Édition Vaticane (1908) et encore en usage dans le Graduale Romanum (1974),.
Apprécié et encouragé par ses supérieurs, il était chargé de continuer à publier de nouveaux livres de chant. En 1864, Pie Bernard paracheva, pour la première fois dans l'histoire du rite dominicain, un ensemble complet de livres de chant. Puis, il engageait, dans les années 1870, sa révision de la mélodie grégorienne dans ces livres. En effet, inspiré par Dom Pothier étant devenu son collaborateur, ce prêtre commença à consulter des manuscrits dominicains les plus anciens, donc plus proches de la tradition grégorienne, en adoptant le rythme mesuré au lieu du rythme mensuraliste auparavant.
Pie Bernard pour son ordre ne cessa pas de remanier les chants grégoriens jusqu'à son décès en 1897. Ses deux dernières publications, effectuées en 1890 et 1894, étaient si différentes de celles des années précédentes, sous influence de Solesmes, que le chapitre de l'ordre dut exhorter explicitement les novices, les étudiants et tous les autres religieux à étudier avec zèle « ces choses relatives au chant. »

#### Restauration par les Bénédictins

##### Avant l'officialisation du chant grégorien en 1903
L'éditeur du Liber gradualis, Dom Joseph Pothier, avait d'ailleurs amélioré l'impression de la notation grégorienne. En collaboration avec les Éditions Desclée, il avait réalisé une nouvelle composition typographique grégorienne, pour la publication de son livre théorique Mélodies Grégoriennes en 1880.
En 1901, l'abbé de Solesmes Dom Paul Delatte écrit :

« Le Premier volume publié [en 1889] fut un Antiphonale Missarum (142 pages in-4°) de la Bibliothèque de cette abbaye de Saint-Gall qui reçut directement de Rome, vers 790, le chant romain. La comparaison entre ce manuscrit & notre Liber Gradualis prouvait que nous avions réimprimé, note par note, groupe par groupe, les vraies mélodies de l'Église Romaine. »

— Mémoire But de la Paléographie musicale de Dom Paul Delatte au pape Léon XIII (1901)

##### Congrès grégoriens d'Aiguebelle en faveur des Trappistes
À mesure que la restauration s'avançait, la liturgie en grégorien était de plus en plus appréciait. Ainsi, les Trappistes décidèrent de rejoindre le mouvement de la réforme grégorienne. En faveur des abbés et des chantres de l'ordre, Dom Pothier assista en 1879 et 1881 aux congrès grégoriens d'Aiguebelle.

##### Après lemotu proprioInter pastoralis officii sollicitudes
Le pape Pie X officialisa le chant grégorien en 1903 avec son motu proprio Inter pastoralis officii sollicitudes.
L'abbaye de Solesmes était chargée par le Saint-Siège de préparer les matériaux de manuscrits en faveur de l'Édition Vaticane, à partir de 1904 pour la première commission dont Dom André Mocquereau était un membre, jusqu'à ce qu'une grosse difficulté n'empêche cette collaboration en 1905, puis pour la deuxième commission dès 1913. Mission si honorable, mais cela n'était autre que des travaux gratuits. À plein temps, 12 moines se consacraient à ce projet, en renonçant tous les droits littéraires
La parution de l'Édition Vaticane, à partir de 1905 (Kyriale), favorisa le remaniement des livres de chant des ordres. Ainsi, l'abbaye de Solesmes inaugura un nouveau projet de l'antiphonaire après la Première Guerre mondiale et sortit en 1934 l'Antiphonale monasticum pro diurnis horis en faveur de son ordre de Saint-Benoît.

Blason de l'abbaye Saint-Michel de Kergonan.

Les abbayes bénédictines de femmes aussi contribuaient au chant grégorien. Ainsi, lorsque Dom Mocquereau publia le tome II de son célèbre Nombre musical grégorien ou rythmique grégorienne en 1927, les moniales de l'abbaye Saint-Michel de Kergonan avaient préparé les dessins ainsi que les tables :

« Les dessins chiromiques qui ornent un grand nombre d'exemples de ce volume sont dus à une moniale de l'Abbaye de St-Michel de Kergonan, qui veut rester anonyme. Elle me permettra du moins de lui exprimer ici ma plus profonde gratitude, ainsi qu'à Madame l'Abbesse qui l'a autorisée à dépenser de longues heures à ce travail difficile et délicat. ......... C'est aussi aux moniales de Kergonan que nous devons la plus grande partie de la Table analytique qui termine le volume : leur science de la rythmique grégorienne leur a permis d'accomplir avec un tact parfait ce travail délicat. Que toutes celles qui y ont mis la main soient remerciées vivement. »

— Nombre musical grégorien, tome II, avant-propos, p. xiii (1927)
Cette abbaye située en Bretagne respecte toujours les offices en grégorien. Surtout, celle-ci soutient l'émission de la Radio Espérance qui diffuse en direct les célébrations en grégorien.

#### Vers la version restaurée

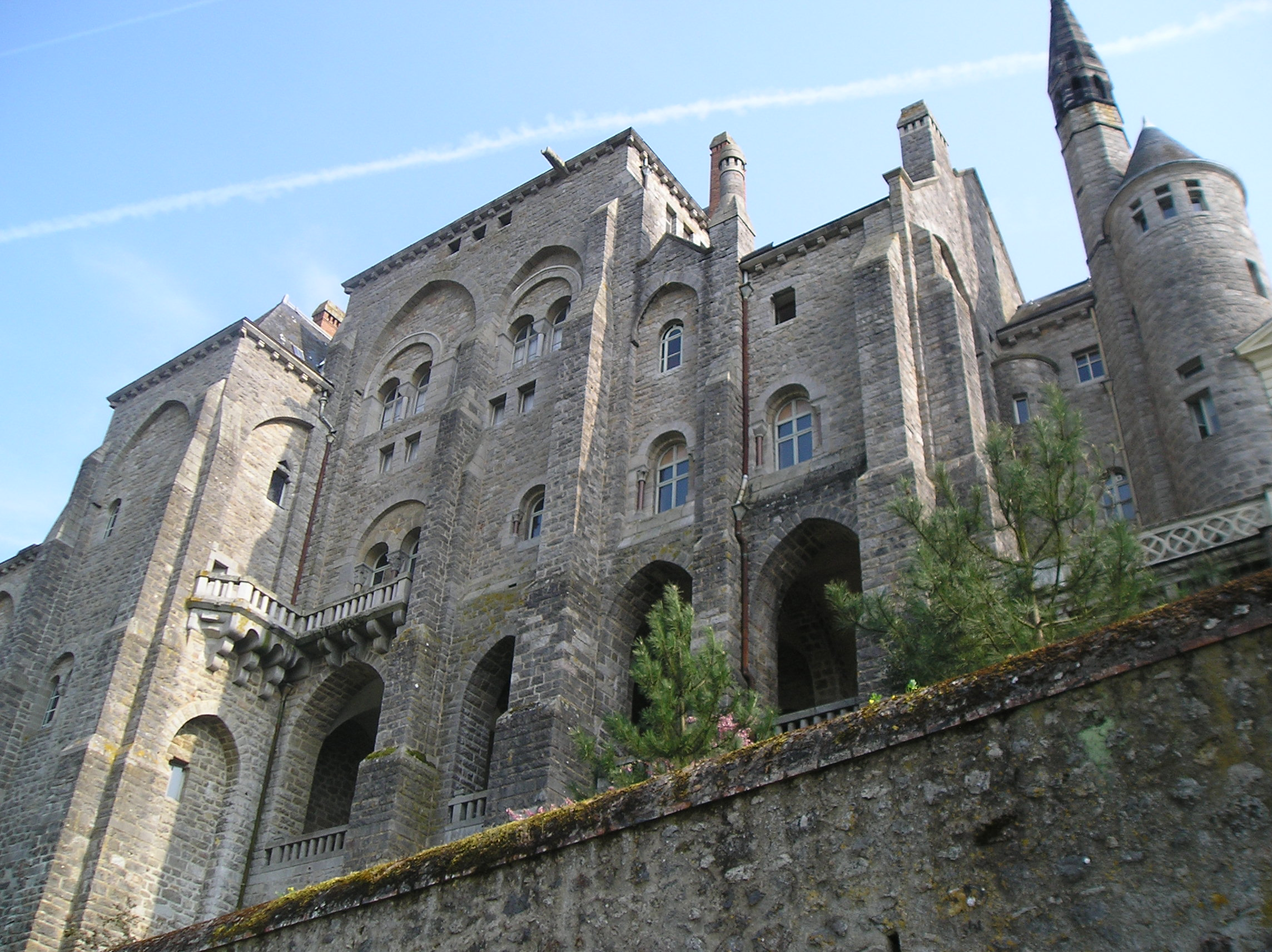
L'atelier de la Paléographie musicale auprès de l'abbaye de Solesmes demeure toujours l'un de principaux et meilleurs centres de la restauration et des études du chant grégorien. C'est la raison pour laquelle les spécialistes du chant liturgique des ordres n'hésitent pas à visiter ce monastère.

Avant que la sémiologie grégorienne, une nouvelle science, ne soit établie dans les années 1950, le père Dominique Delalande auprès de l'ordre des Prêcheurs souhaitait réviser leur graduel daté de 1254, avec les manuscrits plus anciens et en faveur d'une édition plus correcte. Dans cette optique, il sollicita cinq fois, entre 1942 et 1945, l'atelier de la Paléographie musicale de Solesmes, en lui proposant une collaboration. À vrai dire, après être libéré de sa captivité lors de Pâques en 1942, ce prêtre avait décidé de se consacrer singulièrement aux études du chant grégorien et obtenu son autorisation par son supérieur. Si l'abbaye n'avait pas subi la Deuxième Guerre mondiale, la première édition critique du chant grégorien aurait été achevée, en profitant d'un grand nombre de photos de manuscrits conservées à l'atelier. En réalité, ce dernier ne comptait que deux moines, le directeur Dom Joseph Gajard et Dom René-Jean Hesbert. Le prêtre dominicain put cependant publier en 1949, à la suite de ces cinq séjours, ses études approfondies chez Cerf et sous le titre Le Graduel des Prêcheurs : vers la version authentique du Graduel Grégorien : Recherches sur les sources et la valeur de son texte musical.

### Après les années 1950

#### Sémiologie
Mais la sémiologie grégorienne alla plus loin. Elle réussit à analyser précisément la composition de ce chant selon un lien étroit entre le texte en latin et la mélodie. En faveur d'une interprétation authentique, il n'est pas suffisant que l'on connaisse les neumes anciens. Il faut tout d'abord une bonne compréhension du texte latin. De plus, on doit connaître des formes et l'histoire du répertoire grégorien, et enfin, les contextes rituels de la Bible, notamment ceux du psaume.

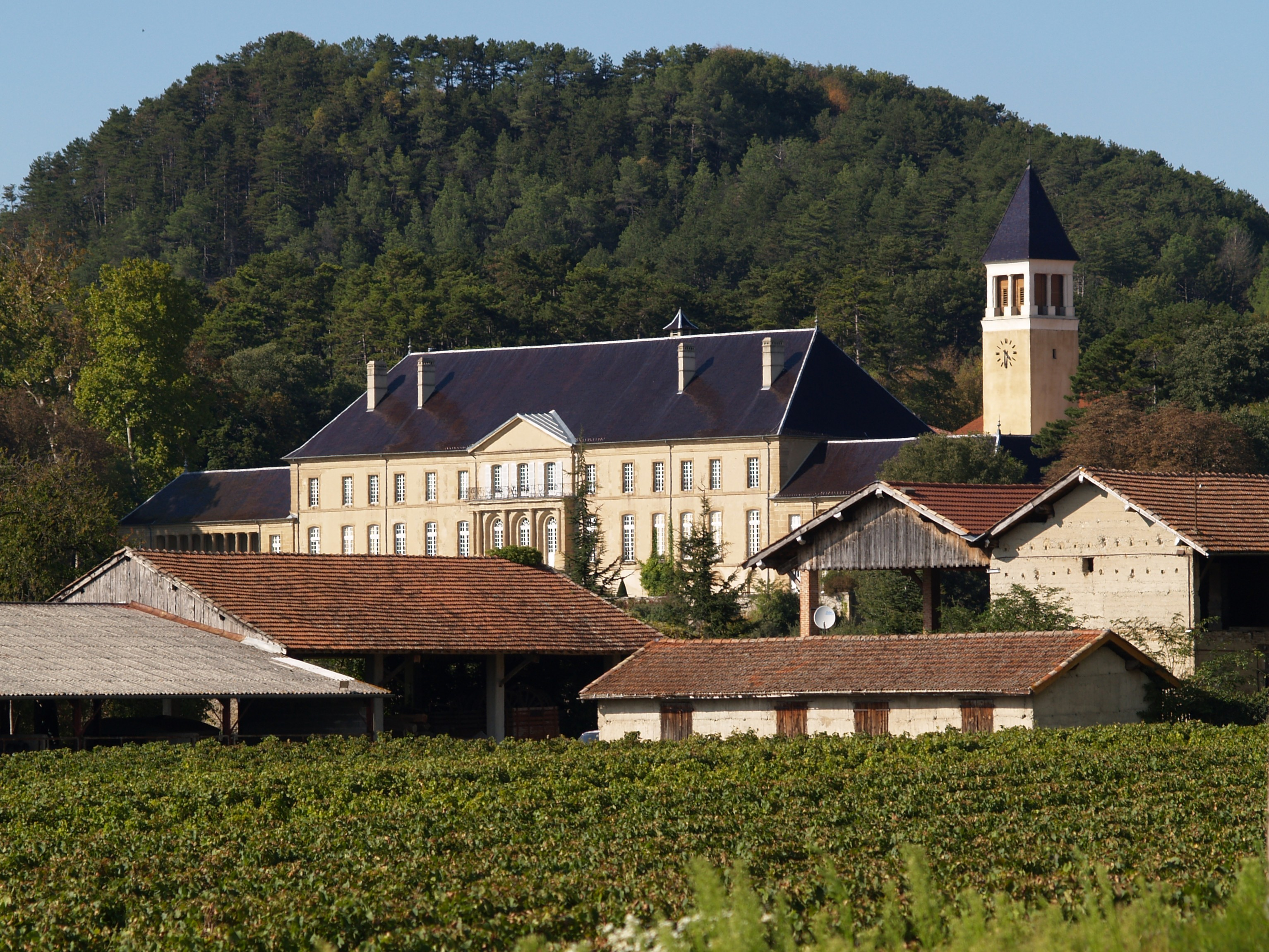
Au sein de l'abbaye Notre-Dame de Triors, d'après la liturgie soigneusement restaurée, tous les offices sont entièrement chantés, complètement en latin et totalement en grégorien, tout comme dans de grands monastères au Moyen Âge.

Aujourd'hui, il existe un monastère où le supérieur est un musicologue grégorien, en France. Il s'agit de l'abbaye Notre-Dame de Triors à laquelle l'abbé Hervé Courau assure la qualité de vie bénédictine et grégorienne des moines.
Au regard des livres de chant, l'édition critique tel l'Antiphonale monasticum est désormais essentielle. L'abbaye de Solesmes commença la publication de cet antiphonaire officiel en 2005, en faveur de son ordre. L'objectif de cette édition est une restauration de ceux que les moines carolingiens chantaient exactement il y a 1050 ans environ, à la base de l'antiphonaire de Hartker (vers 1000), et non une synthèse des manuscrits comme auparavant, jamais chantée.

#### Concile Vatican II
Concernant le monastère, le concile Vatican II se caractérisait notamment de sa réforme de la liturgie des Heures. Cette modification était si drastique dans l'histoire de l'Église que les abbayes qui adoptèrent le nouveau livre d'Heures ne pouvaient plus suivre sans difficulté les chants traditionnels en grégorien. Il est normal qu'une solution ait été trouvée par la communauté Saint-Martin qui poursuit toujours la cohérence entre la tradition solennelle et la réforme issue du concile. Après quelques années de rédaction, celle-ci sortit en 2008 les Heures grégoriennes en bilangue grâce auxquelles de nombreux monastères adoptant la nouvelle liturgie des Heures rétablirent la célébration en grégorien. S'il ne s'agit pas d'édition officielle, l'approbation avait été donnée par l'ecclésiastique de haut rang. L'abbaye de Solesmes aussi avait soutenu ce projet, en préparant plus de 1 700 notations requises.

## De nos jours

### Enregistrement de disques
Il est vrai que de nos jours, un certain nombre d'abbayes n'hésitent pas à enrichir leurs albums du chant grégorien. D'abord, l'enregistrement contribue à améliorer la connaissance des gens, qui ne sont pas nécessairement les amateurs de la musique classique. Ensuite, ces disques soutiennent l'interprétation des maîtres de chapelle, des chefs de chœur, des membres de scholæ grégoriennes. Enfin, la vente des CD et des DVD aide la finance des monastères. Ceux qui concernent sont, par exemple, l'abbaye Saint-Pierre de Solesmes, l'abbaye Notre-Dame de Triors.
L'histoire de l'enregistrement du chant grégorien s'illustre autant que celle du disque soi-même. En 1904 déjà, les Bénédictins et les Augustins participèrent aux enregistrements de la Société Gramophone en collaboration avec le Vatican, lors du centenaire de saint Grégoire Ier († 604). En 1930, Gramophone enregistra à nouveau plusieurs chants du chœur de Solesmes sous la direction de Dom Joseph Gajard. Devenu CD, cet enregistrement est encore disponible. 54 ans plus tard, à savoir en 1984, cette schola décrocha le Grand prix de l'Académie du disque français, grâce à l'interprétation sémiologique par Dom Jean Claire, avec son disque Noël, Messe de jour et Messe de nuit.

### Vocation des jeunes
Fondée en 1889, l'abbaye Saint-Paul de Wisques, un des monastères de la congrégation de Solesmes, risquait de disparaître, après avoir perdu la tradition grégorienne. En effet, celle-ci ne comptait en 2013 que quelques moines avec un âge moyen de 72 ans. À peine accueillit-elle 13 religieux de l'abbaye Notre-Dame de Fontgombault le 10 octobre 2013, la liturgie grégorienne fut rétablie le lendemain, afin de dynamiser de nouveau la vie monastique.
Cette abbaye de Fontgombault, fondée en 1948 au sein d'une ancienne église romane, avait créé jusqu'ici plusieurs filiales dont abbaye Notre-Dame de Triors.

### Contribution sur la célébration en grégorien avec les fidèles
Il est vraiment important que ces ordres répartissent la célébration en forme extraordinaire avec les fidèles laïcs, non seulement auprès de leurs monastères mais également dans les églises de villes. À vrai dire en France, les offices en grégorien célébrés par les ordres sont plus nombreux que ceux des diocèses. En outre, plus de scholæ grégoriennes sont soigneusement soutenues par les ordres religieux qu'auprès des paroisses.